# اشلی پلامپتر
اشلی پلامپتر (انگلیسی: Ashleigh Plumptre؛ زادهٔ ۸ مهٔ ۱۹۹۸) بازیکن فوتبال اهل نیجریه-انگلستان است.
وی همچنین در تیم‌های ملی فوتبال England women's national under-17 football team, England women's national under-19 football team, England women's national under-23 football team، و زنان نیجریه بازی کرده‌است.
وی تنها بازیکن سفیدپوست تیم ملی فوتبال زنان نیجریه می‌باشد